# Enoroga trska
Enoroga trska (znanstveno ime Bregmaceros mcclellandi) je morska riba iz družine Bregmacerotidae, ki je razširjena po zahodnem Indijskem oceanu do obal vzhodne Tajske.
Živi vse do 2000 metrov globoko, v dolžino pa doseže med 6 in 12 cm.